# Щепанково (Підляське воєводство)
Щепанково (пол. Szczepankowo) — село в Польщі, у гміні Снядово Ломжинського повіту Підляського воєводства.
Населення — 394 особи (2011).
У 1975-1998 роках село належало до Ломжинського воєводства.

## Демографія
Демографічна структура станом на 31 березня 2011 року:

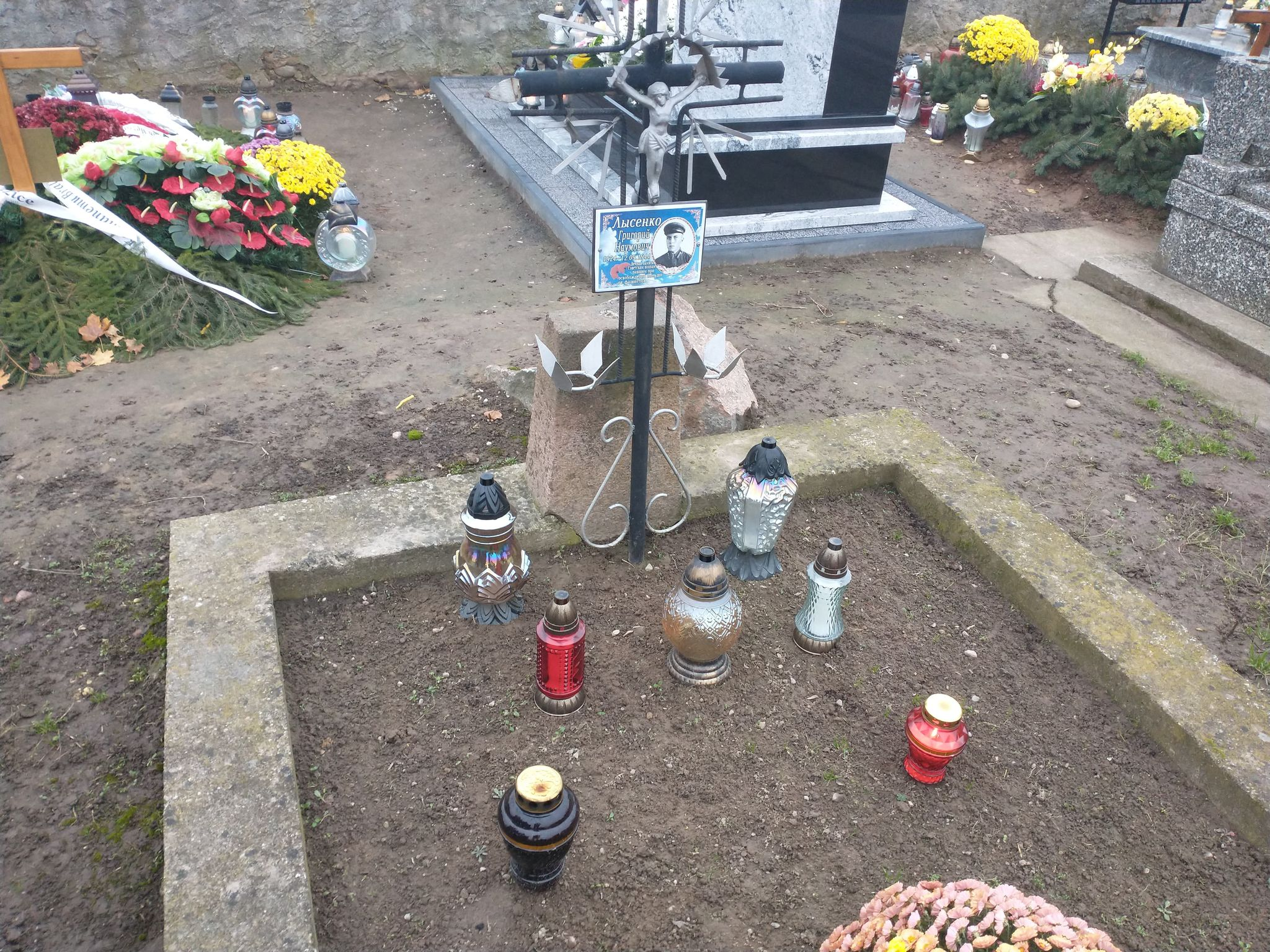
Могила російських солдатів на парафіяльному кладовищі

|          | Загалом | Допрацездатний вік | Працездатний вік | Постпрацездатний вік |
| -------- | ------- | ------------------ | ---------------- | -------------------- |
| Чоловіки | 203     | 45                 | 134              | 24                   |
| Жінки    | 191     | 32                 | 111              | 48                   |
| Разом    | 394     | 77                 | 245              | 72                   |